# Stadtgliederung Wolfsburg

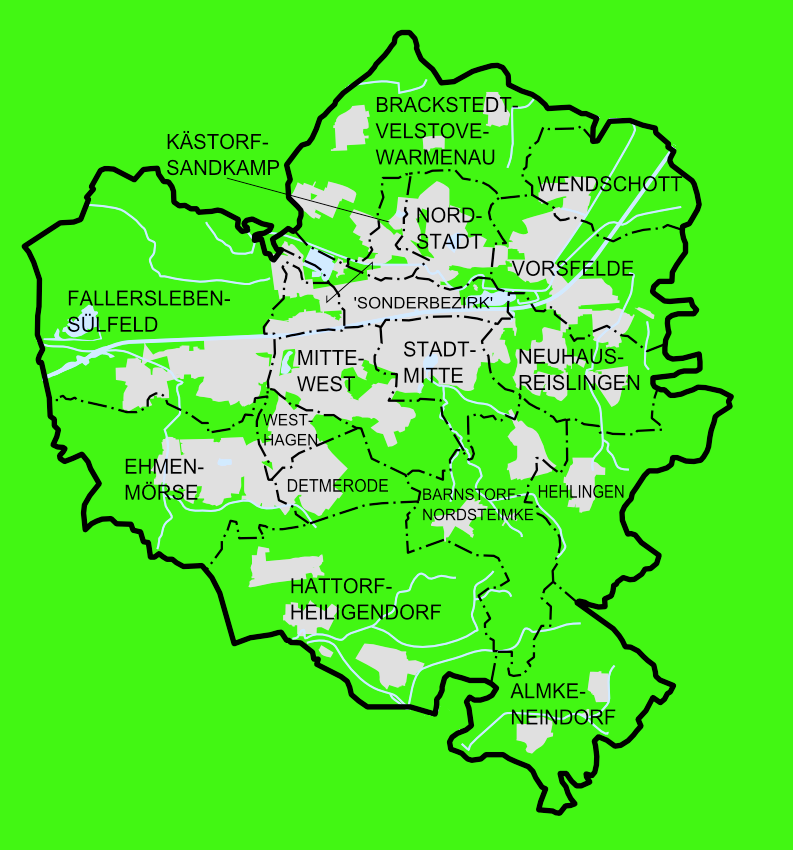
Gliederung der Stadt und Flächennutzung

Gliederung der Stadt Wolfsburg

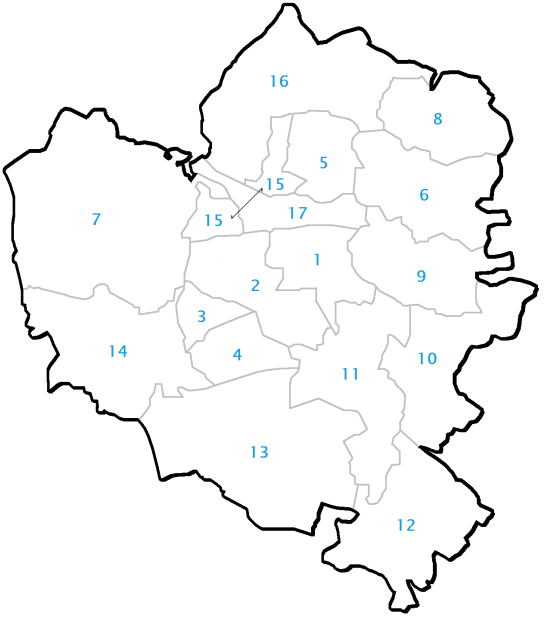
Gliederung der Stadt Wolfsburg (in Ortschaften)

Gebiet der "Kernstadt", ehemalige Stadtgrenzen bis 1972

Die 41 Stadtteile der Stadt Wolfsburg sind zu insgesamt 16 Ortschaften zusammengefasst. Jede Ortschaft hat als Gremium einen von der wahlberechtigten Bevölkerung gewählten Ortsrat mit einem Ortsbürgermeister. Die Ortsräte sind in ihrem Gebiet zu allen wichtigen Angelegenheiten zu hören.
Manche Stadtteile sind in sich selbst noch in Wohnplätze
gegliedert, die allerdings weder in Statistiken aufgeführt werden oder in politischen Angelegenheiten Stimmrecht haben oder berücksichtigt werden; oft dienen sie der Orientierung, der übersichtlicheren Gliederung oder sind überlieferte Flur- bzw. Ortsbezeichnungen (insbesondere bei Neubaugebieten werden Wohnplatznamen vergeben, welche später dann auf Stadtkarten vermerkt sind).
Aufgeführt werden hier:
- Ortschaft 
  - Stadtteil
    - Wohnplatz bzw. Ortslage (weitere übliche Differenzierungen)

Die Ortschaften mit ihren zugehörigen Stadtteilen (in Klammern aktuelle Einwohnerzahlen):
- Ortschaft Almke-Neindorf (2.200)
  - Almke
    - Dornsiek

  - Neindorf
- Ortschaft Barnstorf-Nordsteimke (3.450)
  - Barnstorf
    - Waldhof

  - Nordsteimke
    - Hohe Eichen
- Ortschaft Brackstedt-Velstove-Warmenau (2.300)
  - Brackstedt
  - Velstove
  - Warmenau
- Ortschaft Detmerode (8.600)
  - Detmerode
- Ortschaft Ehmen-Mörse (6.700)
  - Ehmen
    - Kerksiek (West)

  - Mörse
    - Große Kley
    - Kerksiek (Ost)
- Ortschaft Fallersleben-Sülfeld (14.850)
  - Fallersleben
    - Ilkerbruch
    - Marggrafviertel
    - Glockenberg

  - Sülfeld
    - Schleusensiedlung
    - Dietzeberg
- Ortschaft Hattorf-Heiligendorf (3.550)
  - Hattorf
    - Dingelberg
    - Gewerbegebiet Heinenkamp

  - Heiligendorf
    - Kleyberg
    - Wendeberg
- Ortschaft Hehlingen (1.750)
  - Hehlingen
    - Neue Siedlung
- Ortschaft Kästorf-Sandkamp (2.000)
  - Kästorf
  - Sandkamp
- Ortschaft Mitte-West (18.800)
  - Laagberg
    - Statistisch wird der „Hageberg-West“ zum Laagberg gezählt.

  - Wohltberg
  - Hohenstein
  - Eichelkamp
  - Klieversberg
  - Hageberg
    - MobileLifeCampus (mit AutoUni)

  - Rabenberg
    - Rothehof
    - Hegeberg
- Ortschaft Neuhaus-Reislingen (8.300)
  - Neuhaus
    - Sandkrug
    - Teile des Industrie-/Gewerbegebiets Vogelsang

  - Reislingen
    - Windberg
    - Reislingen-West
    - Reislingen Süd-West
    - Teile des Gewerbegebiets Ost
    - Teile des Sonderbezirks Allerpark
    - Campo Mediterraneo
    - Wiesengarten
- Ortschaft Nordstadt (10.350)
  - Kreuzheide
  - Tiergartenbreite
  - Teichbreite
  - Alt-Wolfsburg
  - Sonderbezirk Oebisfelder Straße (Bürozentrum Nord)
- Ortschaft Stadtmitte (14.200)
  - Stadtmitte
    - Ehemaliger Stadtteil Wellekamp

  - Hellwinkel
  - Schillerteich
  - Heßlingen
    - Alt-Heßlingen
    - Teile des Gewerbegebiets Ost

  - Rothenfelde
  - Steimker Berg
  - Steimker Gärten
  - Köhlerberg
- Ortschaft Vorsfelde (12.600)
  - Vorsfelde
    - Bürgerkämpe
    - Teile des Gewerbe-/Industriegebiets Vogelsang
- Ortschaft Wendschott (2.100)
  - Wendschott
    - Wippermühle
    - Sommerfeld
- Ortschaft Westhagen (9.900)
  - Westhagen

Stand der Bevölkerungszahlen: November 2004